# Египетска митология
Египетската митология (или египетска религия
) представлява вярванията и религиозните разбирания на египетския народ до идването на християнството и исляма по тези земи. Всички феномени, които древните египтяни са могли да наблюдават, биват пречупвани през призмата на техните вярвания. За тях най-важно е било да изучат различните цикли:
- цикълът на дните и Слънцето, прераждащо се всяка сутрин,
- годишният цикъл с прилива на река Нил,
- цикълът на живота с раждане, последвано от смърт (Египтяните не вярват в земното прераждане).

Египетските вярвания са се развивали в продължение на около три хилядолетия и са се променяли с времето. Египетската митология се различава от гръцката или римската по това, че повечето божества в Древен Египет са имали човешко тяло и животинска глава или обратно.

## Мит за цикъла на дните
В египетската митология има десет главни божества:
- Амон-Ра-Хепри, бог на слънцето
- Геб, бог на плодородието и земята
- Изида, богиня на майчинството и магията
- Нефтида, богиня на реките
- Нут, богиня на небето
- Озирис, бог на подземното царство
- Сет, бог на силата, войната, бурите, чуждите страни и пустини
- Тефнут, богиня на водата
- Шу, бог на въздуха
- Хатор, богиня на красотата и любовта

Редом до тях стои също едно от най-често споменаваните в митологията на древен Египет божества – Хор.

## Митът за Озирис
Озирис (Осирис, Асар) в египетската митология един от главните богове и културни герои, най-възрастният син на Геб и Нут, брат на Изида (и неин съпруг), Сет и Нефтида, баща на Хор, според Плутарх и хелиополската комогония – и на Анубис. Озирис бил сложносъставен образ, божество персонификация на царската власт, бог на производителните сили на природата и владетел на подземното царство. Предполага се, че бил приемник на царските инсигнии от Анджети.
Озирис бил четвъртият от боговете, царували на Земята, след като наследил властта от прадядо си Ра, дядо си Шу и баща си Геб. Когато царувал над Египет, Озирис отвикнал хората от примитивния начин на живот и от людоедството, научил ги да сеят зърнени храни, да отглеждат лозя и овощни дървета, да добиват и обработват медта и златото, обучил ги да строят градове, разкрил им чудните тайни на лечителското изкуство, въвел религията. Но неговият завистлив по-малък брат Сет – злият бог на пустинята – го убил, за да му отнеме властта. Първо Сет направил един ковчег и обявил, че на когото му стане по мярка, ще му бъде подарен (ковчега). Озирис се хванал на номера на своя брат, понеже не вярвал, че може да му стори нещо зло и легнал в ковчега. В този момент Сет затворил ковчега и го пуснал в река Нил. Изида и сестра и Нефтида потърсили Озирис, намерили го и го съживили. Но по-късно Сет пак се опитал да убие брат си. Озирис бил разкъсан на 14 парчета и разпръснат из цял Египет. Изида и Нефтида отново успели да открият посечения труп, но за да го съживят, те сглобили парчетата и го увили в бинтове. Така Озирис отново възкръснал и бил първата мумия. Преждевременно обаче Изида заченала син Хор. Когато той възмъжал, победил злодея братоубиец. Озирис обаче не пожелал да остане на Земята и възкачил на престола Хор, а той царувал и раздавал правосъдие в отвъдния свят.

## Митът за смъртта
Балсамирането, като процес за запазване на душата Ка и тялото на човека – Ба, е измислено в Древен Египет по време на четвъртата фараонска династия. Жреците на Анубис ръководят процеса под зоркия поглед на самото божество. Всички меки тъкани, мозъка и по-голямата част от вътрешните органи се изваждат, но сърцето е единствения орган, който се оставя в тялото. Кухините се почистват и цялото тяло се покрива с натриев карбонат. Червата, дробовете, черния дроб и стомаха се запазват отделно, закриляни от четирите сина на бог Хор: Дуамутеф (стомах), Кебсенуеф (черва), Хапи (бели дробове), и Имсети (черен дроб). После тялото се намазва отвън и отвътре със смола, за да се консервира, след което се опакова в ленени бинтове.
Душата Ка може да се върне в тялото само ако то е добре запазено. Повреденото тяло не може да бъде разпознато от душата и това намалява възможността за вечен живот. Страха от това кара египтяните да полагат особено внимание и старание при процеса на мумифициране и самото погребение. Тази 'втора смърт' може да се използва, за да се отмъсти на някого след смъртта му, като се унищожи мумията му.
Мумифицирани са и много животни, за които често се смята, че са били домашни любимци. Други египтолози твърдят, че това са божествени превъплъщения.

### Претеглянето на сърцето
За египтянина в сърцето са заключени всички лъжи и истини, извършени приживе. След смъртта, на церемония се анализират. Церемонията на претеглянето на сърцето решава дали на покойния ще се даде право на живот в отвъдното. Умрелият се въвежда в Съдебната зала от Анубис. Сърцето се поставя на везна, като от другата страна се поставя Перото на истината на богинята Маат. Анубис извършва претеглянето. Тот записва показанията. Бог Хор отвежда покойния до владенията на Озирис и ако сърцето е по-леко от перото на Маат (т.е. то не е опетнено от грехове) покойният бива даряван с вечен живот, ако ли не демонът Аммит, „Сърцеяда“ – полукрокодил, полулъв, полухипопотам – изяжда онези, чиито сърца са по-тежки от перото, лишавайки ги от право на живот в Отвъдното.

### Съд за душата
Съдът за душата (Съдът на Озирис) според египетските вярвания е задгробен съд, воден от върховния бог Озирис.
В Древен Египет за разлика от Месопотамия, хората вярвали, че има щастие и хубав живот след смъртта. Те вярвали, че щом човешките „ка“ (или човешката душа) напуснат тялото, те след определен път се изправят пред Съда на Озирис. Ако покойника премине съда успешно, той бива възнаграждаван с вечното право да живее в подземното царство.
Съдът се наблюдава от Озирис и протича в присъствието на Тот, Анубис и чудовището Аммут, както и на други древноегипетски божества. От едната страна на везните на правосъдието се поставя сърцето на покойника, а от другата стои перото на истината, което принадлежи на богинята на правосъдието Маат. Ако перото не натежи, везните се изравнят, значи човекът е живял праведно и душата му се допуска в подземното царство. Ако сърцето се окаже по-тежко от перото на истината означавало, че човекът приживе е извършил много грехове. Тогава сърцеядът Аммут (Аммит) поглъща греховното сърце и душата на покойника бива лишавана от живот в отвъдното.

## Кеметизъм
В резултат на увеличения интерес към древната египетската култура през 19-и и 20-и век, в западната култура започват да навлизат египетските вярвания и египетските религиозни мотиви. В края на 20-и век възниква кеметизмът - възраждане на древната египетска религия и свързаните с нея ритуали и символи. Има няколко основни клона на кеметизма, всека от които има различен подход към Египетската митология. Могат да бъдат идентифицирани три клона:
- Реконструиран кеметизъм (приемащ филологически и научен подход)
- Синкретичен кеметизъм (смесващ разнородни религиозни виждания)
- Кеметично православие (клонящо към монотеизъм)[2]